# Psilops
Psilops is een geslacht van hagedissen uit de familie Gymnophthalmidae.
De groep werd voor het eerst wetenschappelijk beschreven in 2017. Het geslacht wordt in veel literatuur nog niet genoemd. De groep werd beschreven door een groot team van biologen; Miguel Trefaut Rodrigues, Renato Recoder, Mauro Teixeira Jr, Juliana Roscito, Agustín Camacho, Pedro M. Sales Nunes, Marco Freitas, Daniel Silva Fernandes, Adriana Bocchiglieri, Francisco Dal Vechio, Felipe Sá Fortes Leite, Cristiano de Campos Nogueira, Roberta Damasceno, Kátia Cristina Machado Pellegrino, Antônio J S Argolo en Renata Amaro.
Er zijn drie soorten, waarvan er twee pas in 2017 zijn beschreven; Psilops mucugensis en Psilops seductus. Alle soorten komen voor in delen van Zuid-Amerika en leven endemisch in Brazilië.

## Soortenlijst
| Soorten uit het geslacht Psilops | Soorten uit het geslacht Psilops    | Soorten uit het geslacht Psilops |
| -------------------------------- | ----------------------------------- | -------------------------------- |
| Naam                             | Auteur                              | Verspreidingsgebied              |
| Psilops mucugensis               | Rodrigues et al, 2017 (zie taxobox) | Brazilië (Bahia)                 |
| Psilops paeminosus               | Rodrigues, 1991                     | Brazilië (Bahia, Sergipe)        |
| Psilops seductus                 | Rodrigues et al, 2017 (zie taxobox) | Brazilië (Bahia)                 |